# Rhaphispermum gerardioides
Rhaphispermum gerardioides är en snyltrotsväxtart som beskrevs av George Bentham. Rhaphispermum gerardioides ingår i släktet Rhaphispermum och familjen snyltrotsväxter. Inga underarter finns listade i Catalogue of Life.